# MK 101
El MK 101 (Maschinekanone 101, «cañón automático 101» en alemán) era un cañón automático de 30 mm diseñado para ser utilizado en los aviones de combate de la Luftwaffe durante la Segunda Guerra Mundial.

## Historia y desarrollo
Desarrollado en 1935 como una iniciativa de la Rheinmetall-Borsig con la designación MG 101, el MK 101 era un cañón automático de 30 mm que podía disparar nueve tipos distintos de cartuchos 30 x 184 B: desde aquellos con proyectiles de alto poder explosivo, hasta proyectiles antiblindaje con núcleo de carburo de wolframio. Era accionado por retroceso, disparado a través de un solenoide eléctrico y con amartillamiento neumático en vuelo. Al disparar, el cañón y el cerrojo retrocedían 30 mm después de cada disparo. El cerrojo se mantenía cerrado mediante un portacerrojo tipo Stange fresado, con roscado interrumpido en su interior, similar al de algunas armas Solothurn tales como la ametralladora ligera MG 30 de 7,92 mm y el fusil antitanque Solothurn S-18/100 de 20 mm. El mecanismo de acerrojado era fuerte, pero su cadencia de disparo estaba limitada a 230-260 disparos/minuto, lo cual limitaba su uso contra otros aviones.
Potente y preciso para su época, desde fines de 1941 fue principalmente empleado por el avión de ataque a tierra Henschel Hs 129. Alimentado desde un cargador recto de 10 cartuchos (primeras versiones) o de 30 cartuchos, el MK 101 podía perforar 75 mm de blindaje a una distancia de 300 m. Montado en un contenedor de armamento debajo del fuselaje del Hs 129 y disparando proyectiles antiblindaje con núcleo de carburo de wolframio, este cañón podía perforar la torreta y el blindaje lateral del tanque pesado soviético KV-1.
Los doce prototipos del avión de ataque experimental He 177A-1/U2 Zerstörer (Destructor) montaban dos MK 101 en un afuste hemisférico con rotación limitada, situado debajo del morro en una gran góndola-casamata Bola, siendo destinados para operaciones antibuque o posiblemente como "cazatrenes", pero nunca entraron en combate.
Más tarde se desarrolló una versión del MK 101 con percusión eléctrica, que fue designada como MK 103.        